# Empresa minera del Zancudo
La sociedad del zancudo se fundó en 1848 para la explotación de la rica mina auro-argentífera del mismo nombre en el municipio de Titiribí a 1.500 metros sobre el nivel del mar; en la región cafetera y ganadera del suroeste antioqueño que es atravesada por el río Cauca y ubicada a 60 kilómetros de Medellín, en Colombia. 
La mina se explotaba desde finales del siglo XVIII como consecuencia del proceso colonizador de la región adelantado por vecinos de Santa Fe de Antioquia, Rionegro y Medellín. La actividad minera alrededor del Zancudo y de otras minas pequeñas atrajo mineros y agricultores que fundarían a Titiribí a principios del siglo XIX. Su suelo, posiblemente de origen volcánico,
ha sido uno de los más estudiados en Colombia por su privilegiada composición de minerales mezclados. La riqueza aurífera, carbonífera, hídrica, silvícola, así como la inmejorable composición de sus suelos para la agricultura -especialmente hortícola y cafetera-, permitieron desarrollar la población.

### Fundación y primera etapa de la empresa (1848-1862)
La sociedad del Zancudo se fundó por iniciativa de la negociante y  y política conservadora antioqueña  María José Ramírez castañeda, a partir de unas minas entregadas a ella en 1844 (Zancudo, Otramina y Candela), como pago por una deuda. Ramírez, como la minera más próspero y emprendedor de Antioquia en la primera mitad del siglo XIX, vislumbró las buenas posibilidades de esas minas, en las cuales podía aprovechar su experiencia y la de técnicos y empresarios extranjeros establecidos en el lugar desde 1844, para la explotación de otras minas.
Uribe Restrepo (Envigado 1790, Medellín 1854) hizo fortuna como los demás empresarios antioqueños de su época, diversificando mucho, ahorrando y trabajando de manera ardua. Él combinaba el comercio, minería, agricultura y ganadería, con provechosos acuerdos.
El valor de la empresa pasó de $10.000 en 1840 a más de $100.000 en 1854, cuando Uribe murió. Los dueños eran básicamente accionistas, aunque Arango y Uribe asumían conjuntamente su administración. En estos primeros años de la compañía, no se realizaron inversiones importantes y los buenos resultados dependieron de los arriendos de varias minas y de la venta de mineral a una empresa vecina, la Hacienda de Fundición de Titiribí (HFT), manejada por extranjeros y que a diferencia del Zancudo, poseía instalaciones que les permitían extraer tanto oro como plata por los métodos de fundición y amalgamación.

### Segunda etapa (1863-1898)
En esta etapa entra una segunda generación de socios, se incorporan técnicos extranjeros, accionistas y capitalistas nuevos, se refina el modelo administrativo de la compañía, lo que se refleja en un constante proceso de expansión y la creación de una verdadera organización minera empresarial dividida en secciones.
En esta época, la empresa desarrolló grandes proyectos como el montaje de una fundición propia, el desarrollo de explotaciones carboníferas, la creación de su propio banco para financiar y servir sus actividades comerciales y la absorción de las empresas competidoras. Los principales socios fueron los señores Coriolano Amador (Medellín 1835-1920)  -casado con Lorenza Uribe Lema, hija de José María Uribe el fundador- y el italiano Juan Bautista Mainero (Pietra Ligure 1835-Cartagena 1918). El impacto que generó la empresa del Zancudo se demostró en el surgimiento de nuevas empresas y empresarios asociados a diversos sectores -transporte, minero y agropecuario-, formación de una base laboral disciplinada y especializada en la atención de los complejos sistemas de producción semifabril y el control de los procesos de fundición y preparación de los materiales.
Los capitales producidos por El Zancudo en esta etapa, ayudaron a dinamizar en las regiones antioqueña, caucana y caribeña, sectores como la banca, la minería de minerales diferentes al oro y la plata, la ganadería, el comercio, los cultivos de tabaco, caña de azúcar, café, vainilla y trigo, entre otros; a formar y entrenar ingenieros locales; a la apertura de caminos, la construcción de ferrocarriles y el establecimiento de la navegación fluvial y marítima; a la urbanización y la colonización de baldíos; y al montaje de nuevas industrias -pólvora, maquinaria simple y herramientas, chocolaterías, molinos de trigo y maíz.
En materia técnica, las innovaciones que la empresa incorporó a su actividad económica fueron el cambio del antiguo sistema de arrastre para beneficiar las jaguas por el de los hornos de viento, los monitores, el transporte de los minerales por cable aéreo, bombas para la extracción del agua de los socavones, mesas alemanas para recuperar el oro, la dinamita y, más adelante, los molinos californianos
para moler con rapidez mayores volúmenes de mineral bruto. Las condiciones para la empresa fueron favorables ya que la sociedad tenía la madera, el carbón y los minerales para mantener en operación la fundición. Además, a nivel contextual, en la región las condiciones políticas eran muy buenas, pues el gobierno provincial estaba en manos de comerciantes y empresarios que concebían la política como una forma de fomentar el desarrollo económico.

### Tercera etapa: decadencia (1899-1927)
Este periodo de tiempo se caracterizó 
la intervención de empresarios e inversionistas franceses dentro del Zancudo, el declive de los empresarios de la segunda generación y la implantación de modelos administrativos "científicos" o tayloristas  por parte de la gerencia de la sociedad, la mina y la fundición desempeñada por ingenieros profesionales. Las causas principales de la decadencia de la empresa se pueden atribuir al descuido de los empresarios en el manejo de la misma, delegando cada vez más en sus administradores, quienes se dedicaron únicamente a recibir las utilidades correspondientes a sus acciones.  En el tema financiero, tampoco mostraron interés por la reinversión de ganancias como antes se acostumbraba y al contrario, muchos de los socios malgastaron sus fortunas, pensando que la mina era una fuente inagotable de dinero.
A partir del año 1907, la situación económica empeoró porque El Zancudo perdió pujanza y rentabilidad; poco a poco el número de empleados se redujo; las minas, sobre todo la del Zancudo, fueron dando pérdidas; disminuyó la ganancia por tonelada de mineral beneficiado; los filones se empobrecieron sobre todo en oro y decayeron los productos totales. Las utilidades y los dividendos que recibían los socios se redujeron año tras año. Sólo el rendimiento de la fundición de Sitioviejo y la venta de carbón al mercado de Medellín le permitió sostenerse con modestas ganancias
durante unos 18 años. A partir de este mismo año, los soportes de la empresa, las minas y la fundición, rompieron la relación complementaria que habían mantenido durante casi cincuenta años. En
el siglo XIX, las minas produjeron un elevado porcentaje de oro extraído con métodos
rudimentarios y económicos antes de ser conducidos los residuos que quedaban
de este proceso al establecimiento de fundición, donde era sacada la plata y aun otro
porcentaje más de oro; después de 1907, las minas, como productoras de oro, se fueron
agotando. Este hecho ocasionó un desequilibrio en la empresa porque mientras
las minas eran cada vez más insignificantes, la fundición cobraba mayor importancia,
hasta convertirse en el verdadero sostén de la empresa. Se llegó a un punto tal que
desde los años diez, más del 75% de los productos provinieron sólo de la fundición
de Sitioviejo. además, se suma el hecho de que entre 1900 y 1920, murieron los socios más importantes de la segunda generación -Amador, Maneiro y Arango- quienes dejaron como herederos de los derechos del Zancudo a sus hijos y nietos, pero estos no tenían casi nada del espíritu empresarial y talento empresarial de sus antecesores. El gran número de socios con pequeños derechos derivados de estas situaciones, volvió complicada la contabilidad de la empresa. Por esta razón, la dirección del Zancudo, y por su parte, la Compañía
Unida, dieron paso a la política de compra de todos esos derechos, que por
demás, se estaban desvalorizando aceleradamente; ya que sus propietarios los daban por menor precio; este fue el indicador de que la empresa ya entraba en su decadencia definitiva.